# Une fille comme elle
 (novembre 2018).
Si vous disposez d'ouvrages ou d'articles de référence ou si vous connaissez des sites web de qualité traitant du thème abordé ici, merci de compléter l'article en donnant les références utiles à sa vérifiabilité et en les liant à la section « Notes et références ».
Une fille comme elle est un roman de Marc Lévy publié en 2018.

## Résumé
À New York, sur la 5e Avenue, s’élève un petit immeuble pas tout à fait comme les autres…
Ses habitants sont très attachés à leur liftier, Deepak, chargé de faire fonctionner l’ascenseur mécanique, une véritable antiquité. Mais la vie de la joyeuse communauté se trouve chamboulée lorsque son collègue de nuit tombe dans l’escalier. Quand Sanji, le mystérieux neveu de Deepak, débarque en sauveur et endosse le costume de liftier, personne ne peut imaginer qu’il est à la tête d’une immense fortune à Bombay… Et encore moins Chloé, l’habitante du dernier étage.